# Praeteropus gowi
Praeteropus gowi — вид сцинкоподібних ящірок родини сцинкових (Scincidae). Ендемік Австралії. Вид названий на честь австралійського герпетолога Грема Френсіса Гоу (1940–2005).

## Поширення і екологія
Praeteropus gowi поширені на північному сході Квінсленду, від Білих гір на північ до гори Нгаррабулган. Вони живуть в сухих склерофітних лісах та в заростях вічнозелених лоз, віддають перевагу піщаним ділянкам, розташованим серед скель. Відкладають яйця.